# CWS T-8
CWS T-8 – polski samochód osobowy skonstruowany w Państwowych Zakładach Inżynierii w Warszawie.

## Opis samochodu

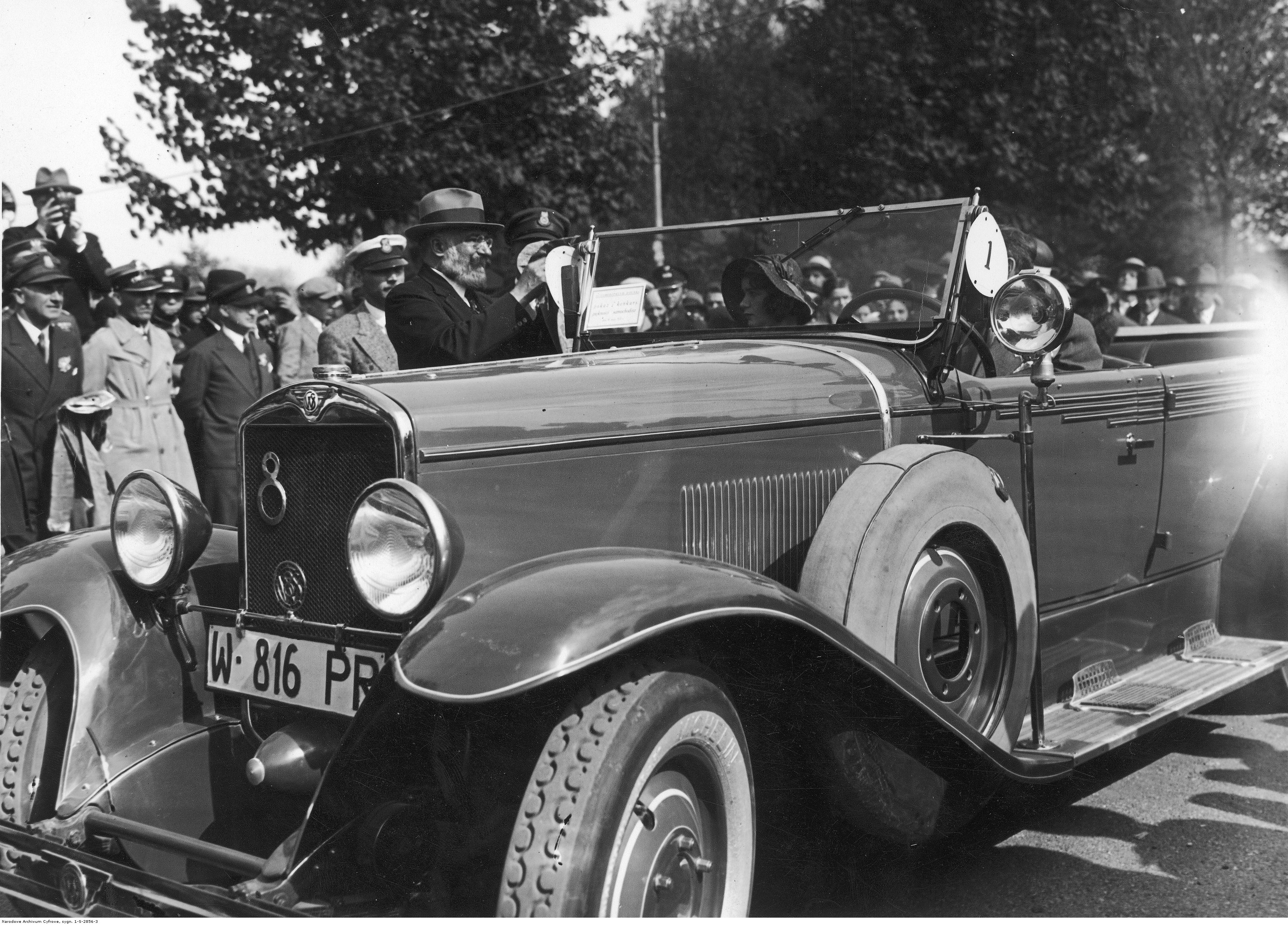
Prezes Automobilklubu Polskiego hrabia Karol Roger Raczyński dekoruje samochód CWS T-8 podczas pokazu i konkursu piękności samochodów Automobilklubu Polskiego w 1931

Na początku 1929 roku inżynier Tadeusz Tański, wspomagany przez inż. Roberta Gabeau i Władysława Mrajskiego, przystąpił do opracowywania dokumentacji konstrukcyjnej dwóch nowych typów samochodowych jednostek napędowych.
Pierwsza z nich, ośmiocylindrowa o symbolu T-8 była przeznaczona do napędu całej gamy pojazdów – od luksusowych wozów osobowych do ciężarówek, druga zaś, czterocylindrowa T-4, była zbudowana z elementów wspólnych z modelem ośmiocylindrowym, do lekkich samochodów popularnych. Silnik T-8, opracowany według najnowszych wówczas kierunków konstrukcyjnych w tym zakresie, był gotowy do prób na przełomie 1929 i 1930 roku. Charakteryzowały go następujące parametry konstrukcyjno-techniczne: ośmiocylindrowy, rzędowy, dolnozaworowy silnik, który był chłodzony wodą w obiegu wymuszonym. Średnica cylindra – 69 mm, skok tłoka – 100 mm, stopień sprężania 5:1, pojemność skokowa – 2964 cm³, moc – 80-100 KM. Tłoki aluminiowe, z trzema pierścieniami uszczelniającymi i jednym zgarniającym. Kadłub silnika o długości 700 mm, żeliwny, jednolity, zaopatrzony w dwa wzierniki na jednym z boków skrzyni korbowej, umożliwiające kontrolę i montaż łożysk wału korbowego i korbowodowych oraz odpowiednie przewietrzanie zespołu. Wał korbowy o nietypowej konstrukcji, łączony za pomocą śrub z dwóch wałów czterocylindrowego silnika CWS T-4, był osadzony w sposób niespotykany zasadniczo w czterosuwowych silnikach gaźnikowych w trzech dwurzędowych łożyskach kulowych. Korbowody stalowe, odkuwane, z toczonymi trzonami i wierconymi wewnątrz kanałami olejowymi do smarowania sworzni tłokowych. Panewki korbowodowe – ślizgowe, wylane stopem łożyskowym. Pompa olejowa z kołami zębatymi o zębach czołowych była umieszczona w sposób typowy w dolnej części miski olejowej. Miska olejowa o pojemności 6 litrów, odlewana z aluminium, typu skrzynkowego, z przegrodami do oleju dla każdego korbowodu. Żeliwna głowica cylindrów, z komorami spalania typu "Ricardo". Zapłon iskrownikowy. Iskrownik marki "Scintilla", pionowy umieszczony w połowie długości silnika i napędzany do wału rozrządu. Silnik wyposażono w prądnicorozrusznik, umieszczony w przedniej części bloku. Połączenia śrubowe elementów silnika były charakterystyczne dla konstrukcji Tadeusza Tańskiego i tak jak w modelu T-1 tylko dwóch rodzajów. Zastosowano gwinty M8 i M10 (oraz świecowy -18 mm), co wydatnie upraszczało produkcję oraz obsługę i naprawę.

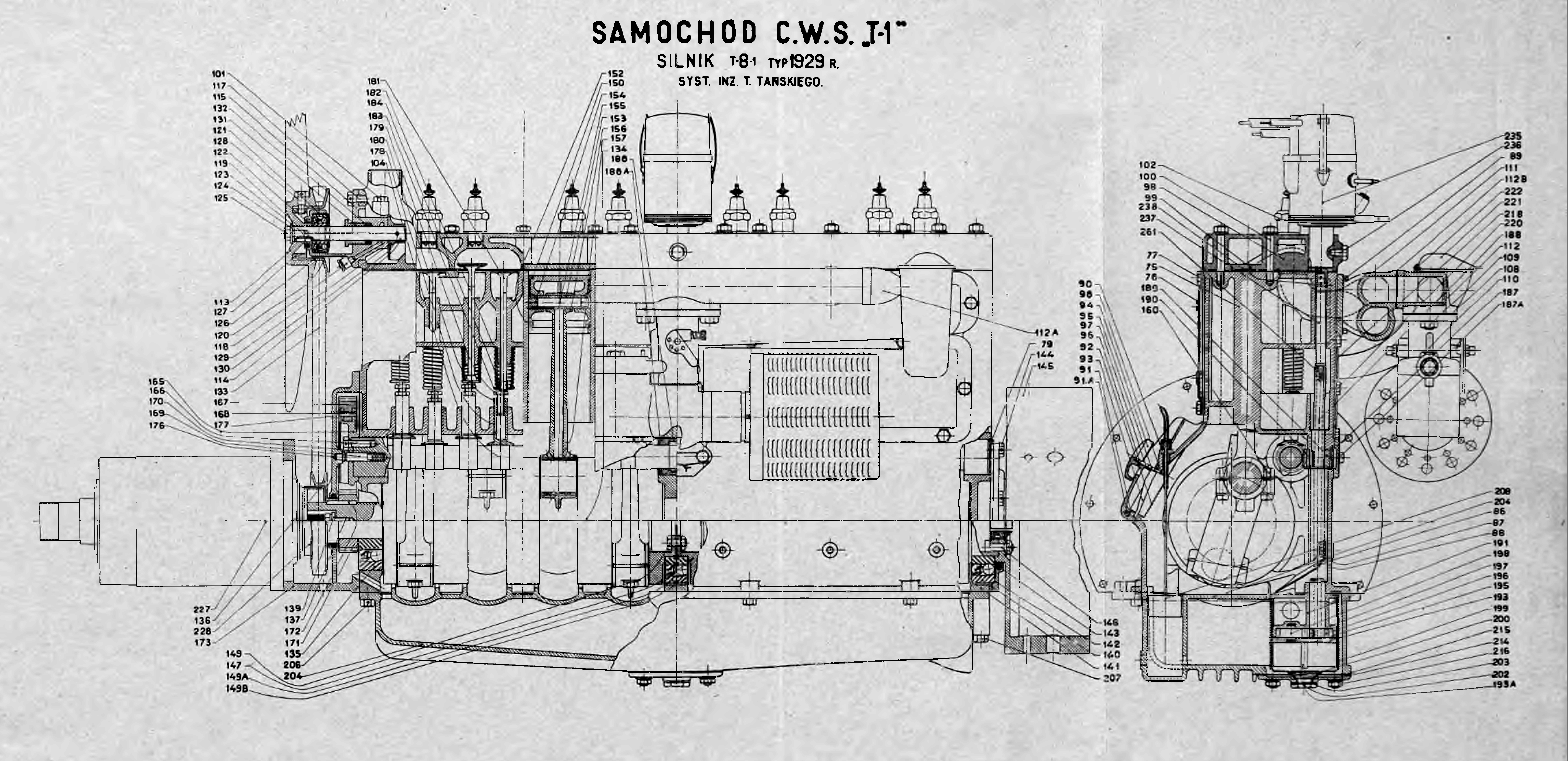
Widok ogólny i przekroje silnika CWS T-8-1 samochodu CWS T-8

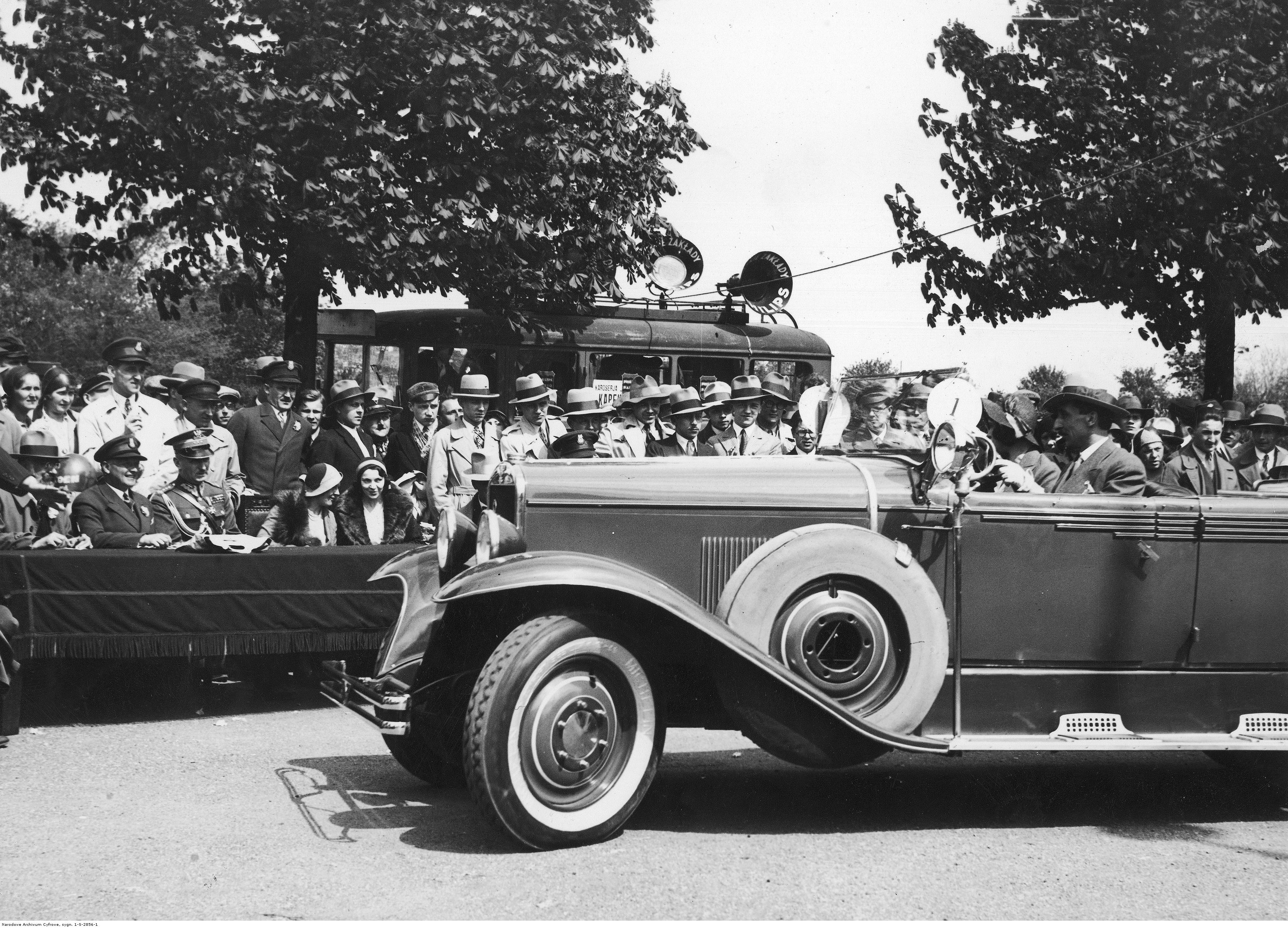
Przejazd CWS T-8 przed jury podczas pokazu i konkursu piękności samochodów Automobilklubu Polskiego w 1931. Pojazd prowadzi Stanisław Panczakiewicz, projektant nadwozia

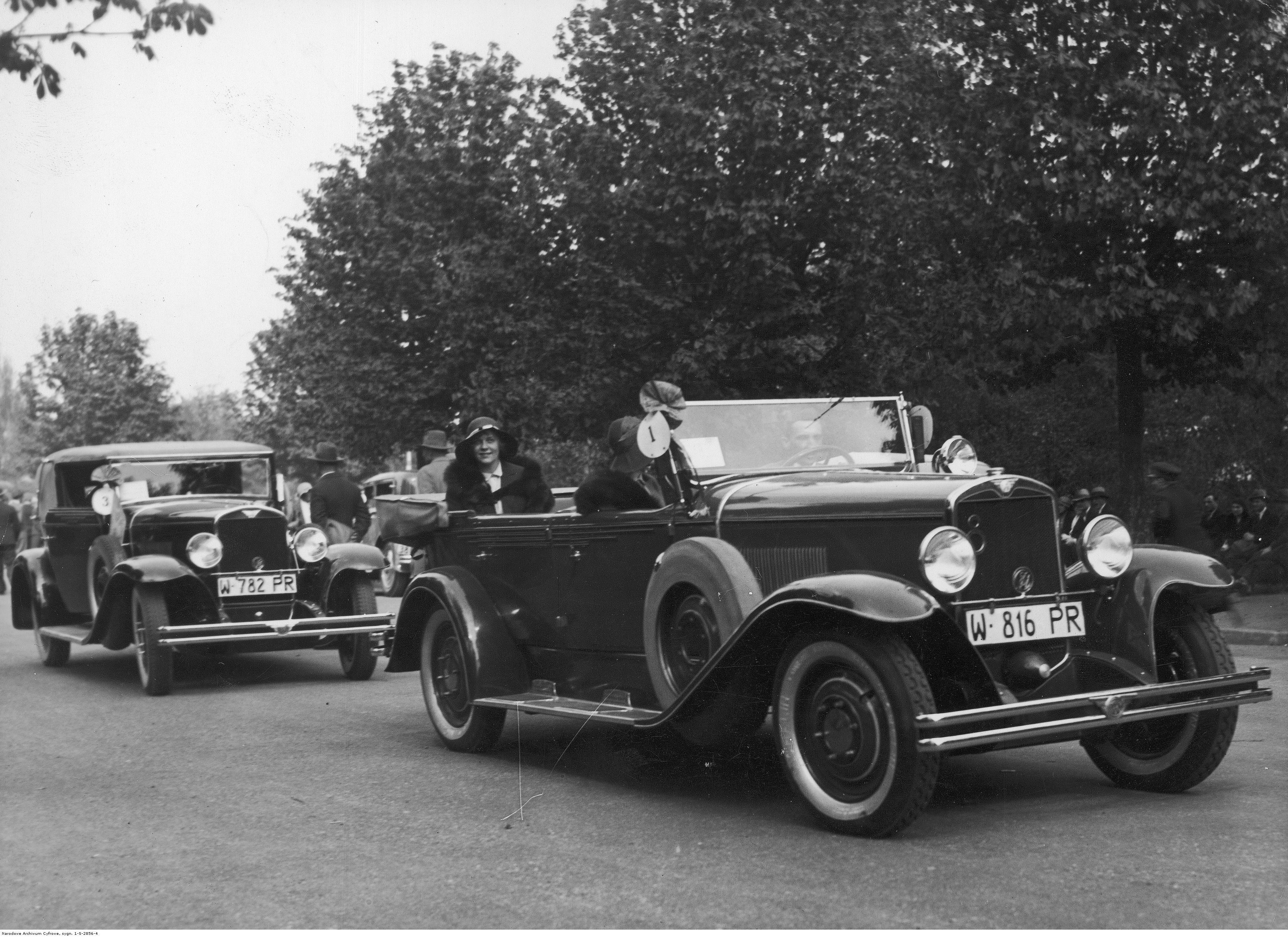
Przejazd pojazdów biorących udział w pokazie i konkursie piękności samochodów zorganizowanym przez Automobilklub Polski w 1931. Na pierwszym planie CWS T-8, następny jedzie CWS T-1

Prototypowy silnik T-8 wbudowany w podwozie CWS T-1 przechodził już od jesieni 1929 roku intensywne próby drogowe pod nadzorem inż. Władysława Mrajskiego. W tym samym czasie P.W.S. przystąpiła do opracowywania rysunków roboczych jednostki napędowej i całego samochodu. Nadwozia nowego pojazdu różniły się od seryjnego typu T-1 tylko detalami konstrukcyjnymi. Inż. Stanisław Panczakiewicz stworzył wówczas kilka odmian projektowych takich jak CWS T-8 "fałszywy kabriolet", 2-drzwiowy, 4-5-osobowy oraz CWS T-8 kabriolet, a także model sportowy 2-osobowy roadster.
Jeden z 8-cylindrowych samochodów CWS T-8 był do września 1939 roku eksponatem w Muzeum Przemysłu i Techniki w Warszawie.